# Этпенал
Этпенал (Aethpenalum). 2-Диэтиламинопропилового эфира — этоксидифенилуксусной кислоты гидрохлорид.

## Общая информация
По структуре близок к амизилу. Оказывает центральное и периферическое н-, м-холинолитическое действие, обладает местноанестезирующей активностью.
Применяют при болезни Паркинсона и паркинсонизме различной этиологии, а также при спастических парезах. Может использоваться как холинолитическое средство при язвенной болезни желудка и двенадцатиперстной кишки и при бронхиальной астме.
Назначают внутрь и внутримышечно. При паркинсонизме принимают внутрь, начиная с 0,05 г (50 мг) 1 раз в день; при недостаточном эффекте и хорошей переносимости увеличивают постепенно дозу до 0,15—0,25 г в сутки (в 3—4 приёма). Внутримышечно вводят по 0,01—0,02 г (10—20 мг = 1—2 мл 1 % раствора) 2—3 раза в день. При необходимости повышают дозу до 0,1 г в день (1 мл 5 % раствора 2 раза в день). Внутримышечные инъекции можно чередовать с приёмом препарата внутрь.
При спастических парезах сосудистого происхождения (для снижения мышечного тонуса) вводят препарат внутримышечно, начиная с 0,04—0,05 г в день (1 мл 1 % раствора 4 раза в день или 1 мл 5 % раствора 1 раз в день). Курс лечения 7—10 дней. При необходимости проводят повторные курсы лечения. Внутримышечные инъекции можно комбинировать с назначением препарата внутрь 1 мл 1 % раствора внутримышечно 2 раза в день и по 0,025 г, то есть по 1/2 таблетки внутрь.
При язвенной болезни желудка и бронхиальной астме назначают в первые дни внутримышечно по 0,02—0,03 г (2—3 мл 1 % раствора), до 0,06 г (6 мл 1 % раствора) в день, затем внутрь по 0,025—0,05 г 2—4 раза в день. Курс лечения 8—30 дней.

## Противопоказания
Возможные осложнения и противопоказания такие же, как при применении циклодола.

## Физические свойства
Белый кристаллический порошок; очень легко растворим в воде, легко — в спирте.

## Форма выпуска
Формы выпуска: таблетки по 0,05 г (50 мг) в упаковке по 50 штук; 1 % или 5 % раствор в ампулах по 1 мл.